# Wettinia kalbreyeri
Espèce
Synonymes
- Catoblastus inconstans (Dugand) Glassman[1]
- Catoblastus kalbreyeri Burret[1]
- Catoblastus megalocarpus Burret[1]
- Catoblastus sphaerocarpus Burret[1]
- Catostigma inconstans Dugand[1]
- Catostigma kalbreyeri Burret[1]
- Catostigma megalocarpum Burret[1]
- Catostigma sphaerocarpum Burret[1]

Statut de conservation UICN

 LC  : Préoccupation mineure
Wettinia kalbreyeri est une espèce de plantes de la famille des Arecaceae (les palmiers).

## Publication originale
- Caldasia 17: 368. 1995.